# Dythemis
Dythemis là một chi chuồn chuồn ngô tân nhiệt đới thuộc họ Libellulidae, tiếng Anh thường gọi là Setwing.
Chi có các loài sau:
- Dythemis fugax Hagen, 1861 - Checkered Setwing[3]
- Dythemis maya Calvert, 1906 - Mayan Setwing[3]
- Dythemis multipunctata Kirby, 1894
- Dythemis nigrescens Calvert, 1899 - Black Setwing[3]
- Dythemis rufinervis (Burmeister, 1839)
- Dythemis sterilis Hagen, 1861
- Dythemis velox Hagen, 1861 - Swift Setwing[3]